# PGC 29184
LEDA/PGC 29184 ist eine linsenförmige Galaxie vom Hubble-Typ S0 im Sternbild Sextant südlich der Ekliptik. Sie ist schätzungsweise 208 Millionen Lichtjahre von der Milchstraße entfernt. Gemeinsam mit NGC 3110 bildet sie ein gravitativ gebundenes Galaxienpaar.
Im selben Himmelsareal befindet sich u. a. die Galaxie IC 589.

## Entfernungsmessungen
Mindestens zwei Techniken wurden verwendet, um die Entfernungen zu NGC 3077 zu messen. Die Entfernungsmesstechnik der Oberflächenhelligkeitsfluktuationen (SBF) schätzt die Entfernungen zu Spiralgalaxien basierend auf der Körnigkeit des Aussehens ihrer Ausbuchtungen. Die mit dieser Technik zu NGC 3077 gemessene Entfernung beträgt 13,2 ± 0,8 Mly (4,0 ± 0,2 Mpc).  